# Расселл Хоптон
Гаррі Рассел Хоптон (англ. Russell Hopton; 18 лютого 1900 — 7 квітня 1945) — американський кіноактор і режисер.

## Біографія
Хоптон народився в Нью-Йорку, штат Нью-Йорк. Він з'явився в 110 фільмах між 1926 і 1945 роками, часто граючи вуличних персонажів з міста. Він був режисером фільмів Song of the Trail (1936) та Black Gold (1936).
Він помер від передозування снодійних пігулок у Північному Голлівуді, штат Каліфорнія.

## Вибрана фільмографія
- 1930 — Дзвоник плоті / Call of the Flesh — капітан Енріке Варгас
- 1930 — Мін і Білл / Min and Bill — Алек
- 1931 — Зірковий свідок / The Star Witness — заступник Торп
- 1931 — Сцена на вулицю / Street Scene
- 1931 — Чудова дівчина / The Miracle Woman — Білл Велфорд
- 1932 — Закон і порядок / Law and Order — Лютер Джонсон
- 1932 — Нічний світ / Night World — Клаус
- 1932 — Один раз у житті / Once in a Lifetime
- 1932 — / Air Mail
- 1933 — Секрет блакитної кімнати / The Secret of the Blue Room
- 1933 — Я не ангел / I'm No Angel
- 1933 — Леді Кіллер / Lady Killer
- 1933 — Маленький гігант / The Little Giant
- 1934 — Я продаю все / I Sell Anything
- 1934 — Чоловіки в білому / Men in White — доктор Піт Бредлі
- 1934 — Він був її чоловіком / He Was Her Man — монах
- 1935 — Зірка півночі / Star of Midnight
- 1935 — Заголовок жінки / The Headline Woman — Крейг
- 1935 — Крила в темряві / Wings in the Dark
- 1935 — Смерть від дистанції / Death from a Distance
- 1935 — Помилкові претензії / False Pretenses
- 1937 — Ідол «Натовп» / Idol of the Crowds — Келлі
- 1939 — Святий страйк повернувся / The Saint Strikes Back
- 1945 — Захід від Пекосу / West of the Pecos